# Туймебаев, Мухаметжан Туймебаевич
Мухаметжан Туймебаевич Туймебаев (каз. Мұхаметжан Түймебайұлы Түймебаев; 28 декабря 1908 года, аул Жамбыл, Туркестанский край, Российская империя — 3 сентября 1977 года, Алма-Ата, Казахская ССР, СССР) — колхозник, директор совхоза «Алма-Ата», партийный и общественный деятель Казахской ССР, Герой Социалистического Труда (1948). Депутат Верховного Совета Казахской ССР 8 созыва.

## Биография
Родился году в ауле Жамбыл (сегодня — Жамбылский район, Алматинская область, Казахстан). В 1931 году вступил в местный колхоз. Позднее до 1940 года работал заместителем председателя Джамбулского районного исполкома совета народных депутатов и председателем колхоза «Кастек». С 1940 года по 1950 год был председателем колхоза «Турген» Аршалынского района Акмолинской области. За эффективное управление колхозом был удостоен в 1948 году звания Герой Социалистического Труда.
В 1950 году вступил в КПСС. C 1950 года по 1957 год был председателем колхоза № 5 Турксибской железной дороги. В 1957 году был назначен директором совхоза «Казахстан» Шелекского района. С 1961 года до конца своей жизни был директором совхоза «Алма-Ата» Илийского района.
С 1966 года по 1977 год был членом ЦК Компартии Казахстана. Был избран депутатом Верховного Совета Казахской ССР 8 созыва.

## Память
- Именем Мухаметжана Туймебаева названо село в Илийском районе Алматинской области (бывшее Ащибулак).

## Награды
- Герой Социалистического Труда (1948);
- Орден Ленина (1948).
- дважды Орден Трудового Красного Знамени;
- Орден «Знак Почёта».